# 费康
费康（法語：Fécamp，法語發音：[fekɑ̃]），法国北部城市，诺曼底大区滨海塞纳省的一个市镇，隶属于勒阿弗尔区，其市镇面积为15.07平方公里，2022年1月1日时人口数量为17,961人，在法国城市中排名第530位。
费康位于滨海塞纳省西北部，拉芒什海峡南岸，中世纪中期曾一度为诺曼底公国的首府，现为一个区域性的中心城市。

## 地名来源
“Fécamp”一名的来源尚存在争议。根据当地官方网站的论述，该名称转写自“fi scannum”，可能出自于古诺斯语，意为“鱼”；而根据法国档案学家弗朗索瓦·德博尔派尔先生（François de BEAUREPAIRE）的论述，该名称的拉丁语形式“Fiscannum”可能与河流有关；此外，法国地名学家埃内斯特·内格尔亦认为该名称可能出自日耳曼语“fisk-hafn”，意为“垂钓港口”。

## 历史

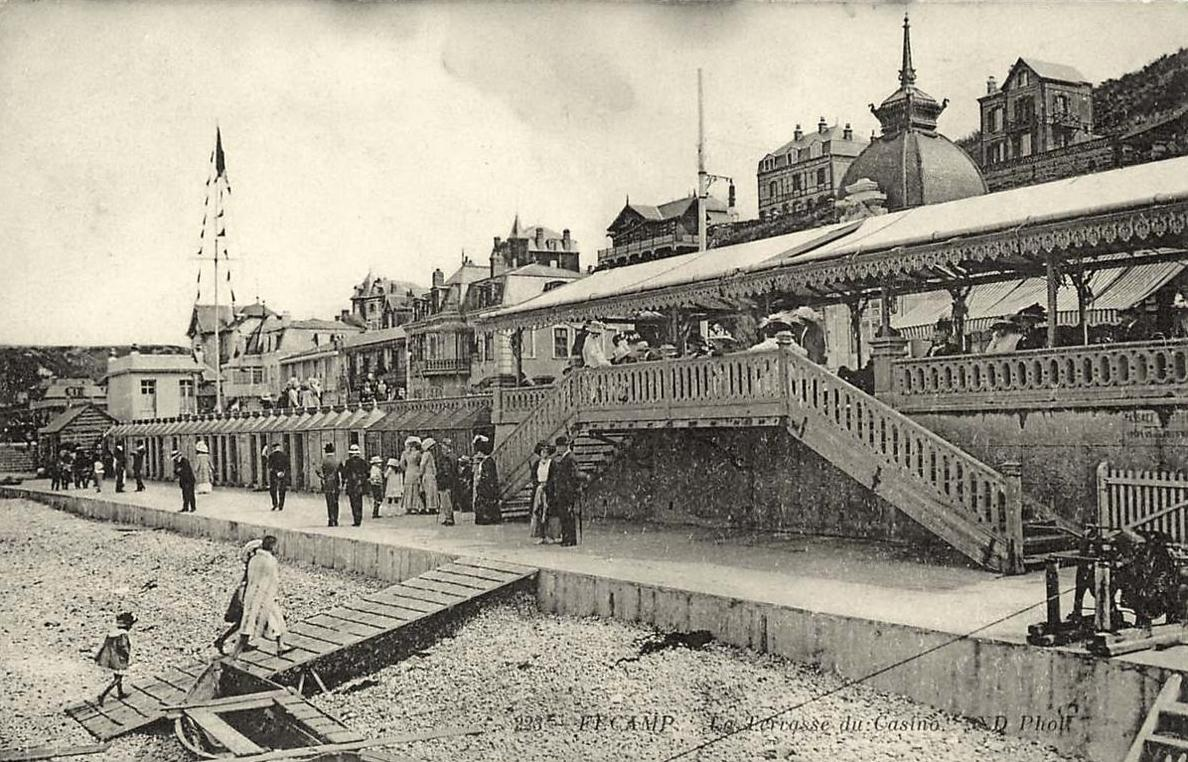
20世纪初的费康海滨赌场

费康的早期历史尚不清楚。根据当地官方网站的论述，费康可能在古典时期就已形成聚落。公元七世纪时，费康境内建成了一处修道院，后于九世纪关闭。维京人于公元十世纪登陆诺曼底并建立公国，费康一度被设立为国都。其间，诺曼人在费康大兴土木，原修道院得到重建和扩张，并新建了王宫等设施，城市周边则建起了围墙。1001年，在诺曼底公爵理查二世的邀请下，本笃会教主沃尔皮亚诺的纪尧姆到访费康。1067年，征服者威廉在费康宫殿庆祝黑斯廷斯之战的胜利，此后诺曼底的国都西迁至卡昂，费康则因当地的修道院而长期成为诺曼底地区的重要朝圣地。此外费康宫殿亦保留作为诺曼底公爵的住所之一，直至1204年诺曼底被并入法兰西王国。十六世纪时，随着新航路开辟，费康逐渐发展成为一座商业渔港，1627年，一艘载有近二十名费康居民的船舶横跨大西洋到达北美洲大陆。法国大革命后，费康成为下塞纳省（1955年更名为“滨海塞纳省”）的一个市镇。工业革命期间，费康因造船业而兴盛，当地的造船厂在1901至1905年间生产了共69艘三桅杆船。1908年，费康建成了当地首家赌场。第一次世界大战期间，费康曾接纳了大量来自比利时的难民。第二次世界大战期间，纳粹德军曾占领费康并在此秘密修建了一处地下医院。1943年，费康赌场被纳粹德军拆毁并改建为军事设施。1966年，费康赌场恢复重建。1992年，费康获得由法国文化部颁发的“艺术与历史之城”称号。

## 地理

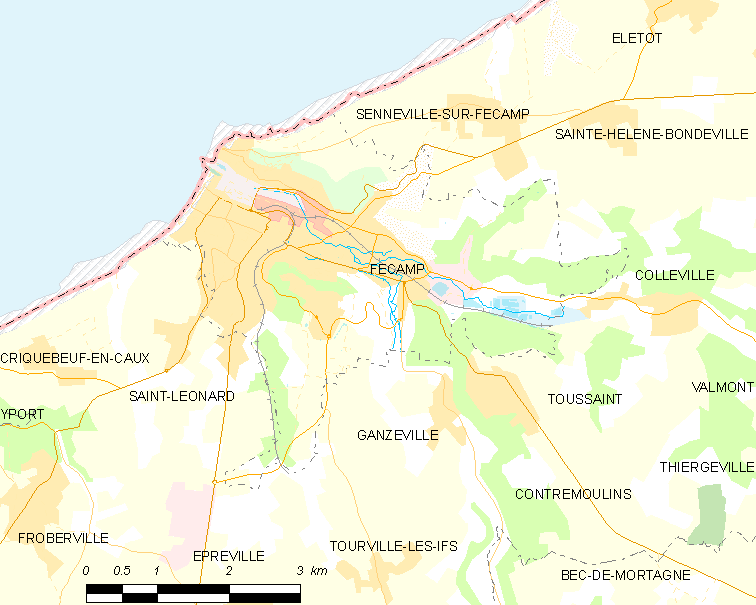
费康市镇范围地图

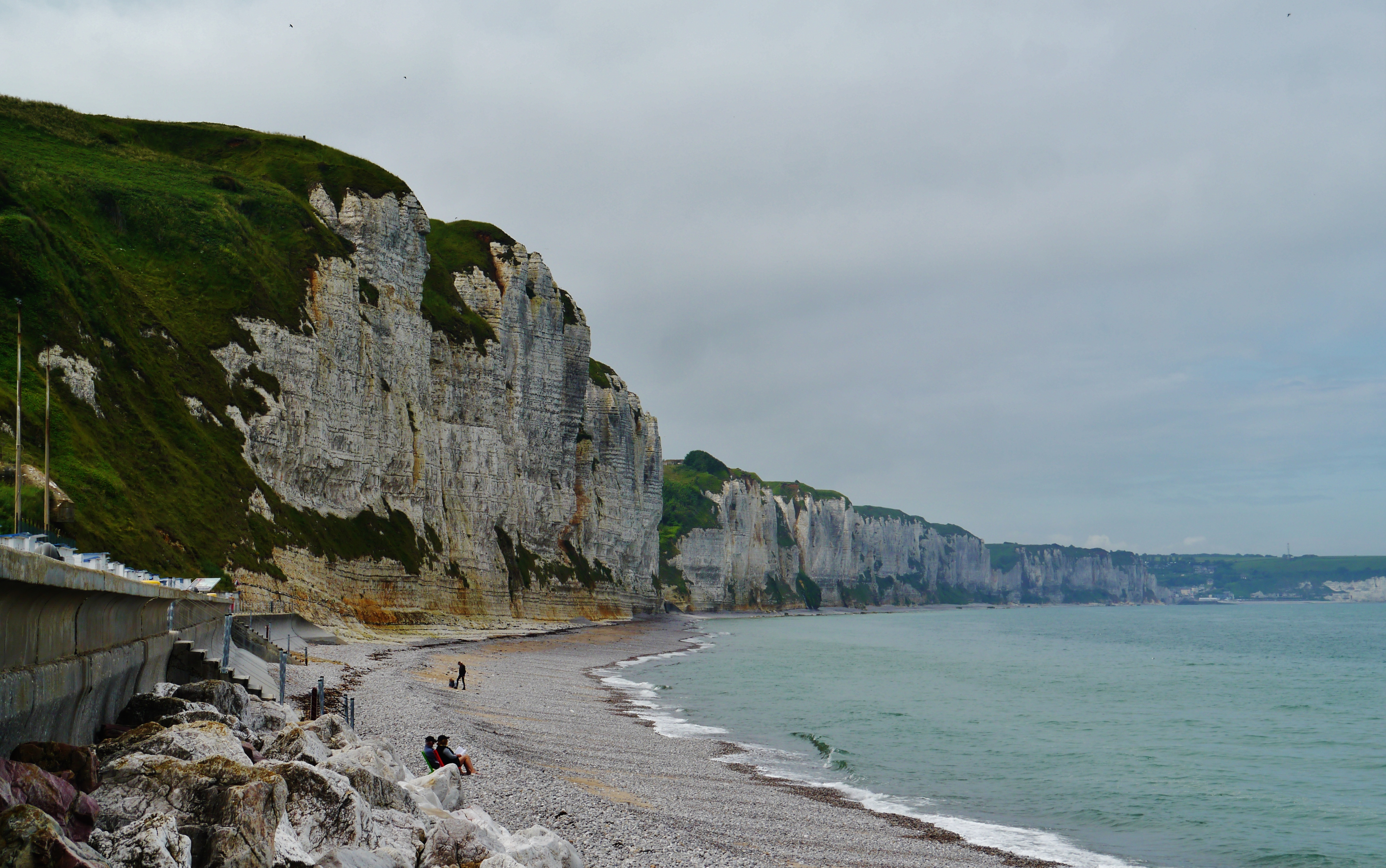
费康附近的海滩及悬崖

费康位于法国北部偏西，诺曼底大区东北部和滨海塞纳省西北部，距离省会鲁昂大约70公里。与费康接壤的市镇包括：科勒维尔、埃普勒维尔、冈兹维尔、圣莱奥纳尔、塞讷维尔叙费康、图尔维尔莱西夫和图桑。

### 地形
费康位于科地区北侧，境内以丘陵为主，市镇中心位于一处峡湾内侧，其南北分别为圣雅克农场山（La Ferme de Saint-Jacques）和圣尼古拉岭（Côte Saint-Nicolas），山麓地带起伏明显，全境海拔在0到125米之间。

### 水文
瓦尔蒙河自东南向西北流经费康镇中心并在此注入大西洋，另有其左岸支流冈兹维尔河（La Ganzeville）在此与其交汇。

### 植被
费康属于温带阔叶混交林区，林地广泛分布于山坡地带及河谷附近，其中面积较大的有博克隆树林（Bois de Boclon）、埃皮奈树林（Bois d'Epinay）、莱普朗蒂树林（Bois des Plantis）等。
在鲜花城市的评比中，费康被评为3星级鲜花城市。

### 气候
费康在柯本气候分类法中属于温带海洋性气候（Cfb）。
距离费康最近的常年气象站位于戈代维尔境内，以下为该气象站的数据（其中日照数据取自勒阿弗尔）：
| 戈代维尔 1981年－2019年 | 戈代维尔 1981年－2019年 | 戈代维尔 1981年－2019年 | 戈代维尔 1981年－2019年 | 戈代维尔 1981年－2019年 | 戈代维尔 1981年－2019年 | 戈代维尔 1981年－2019年 | 戈代维尔 1981年－2019年 | 戈代维尔 1981年－2019年 | 戈代维尔 1981年－2019年 | 戈代维尔 1981年－2019年 | 戈代维尔 1981年－2019年 | 戈代维尔 1981年－2019年 | 戈代维尔 1981年－2019年 |
| 月份                    | 1月                     | 2月                     | 3月                     | 4月                     | 5月                     | 6月                     | 7月                     | 8月                     | 9月                     | 10月                    | 11月                    | 12月                    | 全年                    |
| ----------------------- | ----------------------- | ----------------------- | ----------------------- | ----------------------- | ----------------------- | ----------------------- | ----------------------- | ----------------------- | ----------------------- | ----------------------- | ----------------------- | ----------------------- | ----------------------- |
| 历史最高温 °C（°F）     | 15.1 (59.2)             | 22.6 (72.7)             | 22.1 (71.8)             | 27 (81)                 | 30.3 (86.5)             | 35 (95)                 | 35.8 (96.4)             | 37.6 (99.7)             | 33.8 (92.8)             | 26.2 (79.2)             | 19.5 (67.1)             | 18 (64)                 | 37.6 (99.7)             |
| 平均高温 °C（°F）       | 7.1 (44.8)              | 7.8 (46.0)              | 10.9 (51.6)             | 13.6 (56.5)             | 17.3 (63.1)             | 20.1 (68.2)             | 22.5 (72.5)             | 22.4 (72.3)             | 19.4 (66.9)             | 15.4 (59.7)             | 10.8 (51.4)             | 7.5 (45.5)              | 14.6 (58.3)             |
| 日均气温 °C（°F）       | 4.4 (39.9)              | 4.7 (40.5)              | 7.2 (45.0)              | 9.1 (48.4)              | 12.7 (54.9)             | 15.4 (59.7)             | 17.6 (63.7)             | 17.6 (63.7)             | 14.9 (58.8)             | 11.7 (53.1)             | 7.7 (45.9)              | 4.9 (40.8)              | 10.7 (51.3)             |
| 平均低温 °C（°F）       | 1.8 (35.2)              | 1.5 (34.7)              | 3.4 (38.1)              | 4.7 (40.5)              | 8.1 (46.6)              | 10.8 (51.4)             | 12.7 (54.9)             | 12.8 (55.0)             | 10.4 (50.7)             | 8 (46)                  | 4.7 (40.5)              | 2.3 (36.1)              | 6.8 (44.2)              |
| 历史最低温 °C（°F）     | −17 (1)                 | −15 (5)                 | −8.8 (16.2)             | −3.5 (25.7)             | −1.6 (29.1)             | 1.5 (34.7)              | 2.5 (36.5)              | 4.6 (40.3)              | 3.3 (37.9)              | −3 (27)                 | −6 (21)                 | −13.1 (8.4)             | −17 (1)                 |
| 平均降水量 mm（）       | 107.9 (4.25)            | 79.1 (3.11)             | 81.8 (3.22)             | 69.2 (2.72)             | 73.9 (2.91)             | 74.4 (2.93)             | 66.1 (2.60)             | 77.4 (3.05)             | 92.6 (3.65)             | 130.1 (5.12)            | 127.3 (5.01)            | 129.9 (5.11)            | 1,109.7 (43.69)         |
| 月均日照時數            | 59                      | 74                      | 117                     | 158                     | 183                     | 202                     | 199                     | 192                     | 156                     | 108                     | 60                      | 49                      | 1,557                   |
| 来源：infoclimat.fr     |                         |                         |                         |                         |                         |                         |                         |                         |                         |                         |                         |                         |                         |

## 行政区划
费康的市镇编号为76259，邮政编号为76400。
在行政管理方面，费康隶属于法国诺曼底大区滨海塞纳省勒阿弗尔区；在地方选举方面，费康是费康县的中央投票站所在地，其市镇范围全境被划入滨海塞纳省第九选区；在社会管理方面，费康是费康城市圈公共社区的办公驻地。
截至2024年8月，费康市镇范围内的朗波诺街区（quartier du Ramponneau）为城市政策优先街区，该街区建有社区服务中心（Maison de Quartier），后者为当地经济困难的居民提供帮助。
法国国家统计与经济研究所（简称“INSEE”）在进行数据统计时，将费康及相邻的另外一个市镇设为费康城市核心区，并将包括核心区在内的周边共13个市镇划为费康城市区。自2020年起，费康城市区被包含26个市镇的费康城市辐射区代替。此外，INSEE还将费康市镇分为了11个“块区”（IRIS），以便于统计人口分布情况。

## 交通

### 公路
滨海塞纳省省道D28线、D79线、D150线、D486线、D925线、D926线和D940线在费康境内交汇。诺曼底大区公共交通下属的城际客运（商业名称为“Nomad”）507线、508线、509线、510线和513线经停费康，可通往勒阿弗尔、博尔贝克、卡尼-巴维尔、伊沃托、科地区圣瓦勒里等地。
| 7 | 23 |

| 8 | 24 |

| 鲁昂 | 70 |

| 伊沃托 | 34 |

| 勒阿弗尔 | 43 |

| 戈代维尔 | 13 |

| 迪耶普 | 64 |

| 卡尼-巴维尔 | 19 |

2020年，62.3%的费康家庭拥有至少一辆私人汽车。2022年，费康境内共发生各类交通事故9起，造成1人遇难，16人受伤，其中7人重伤。

### 铁路

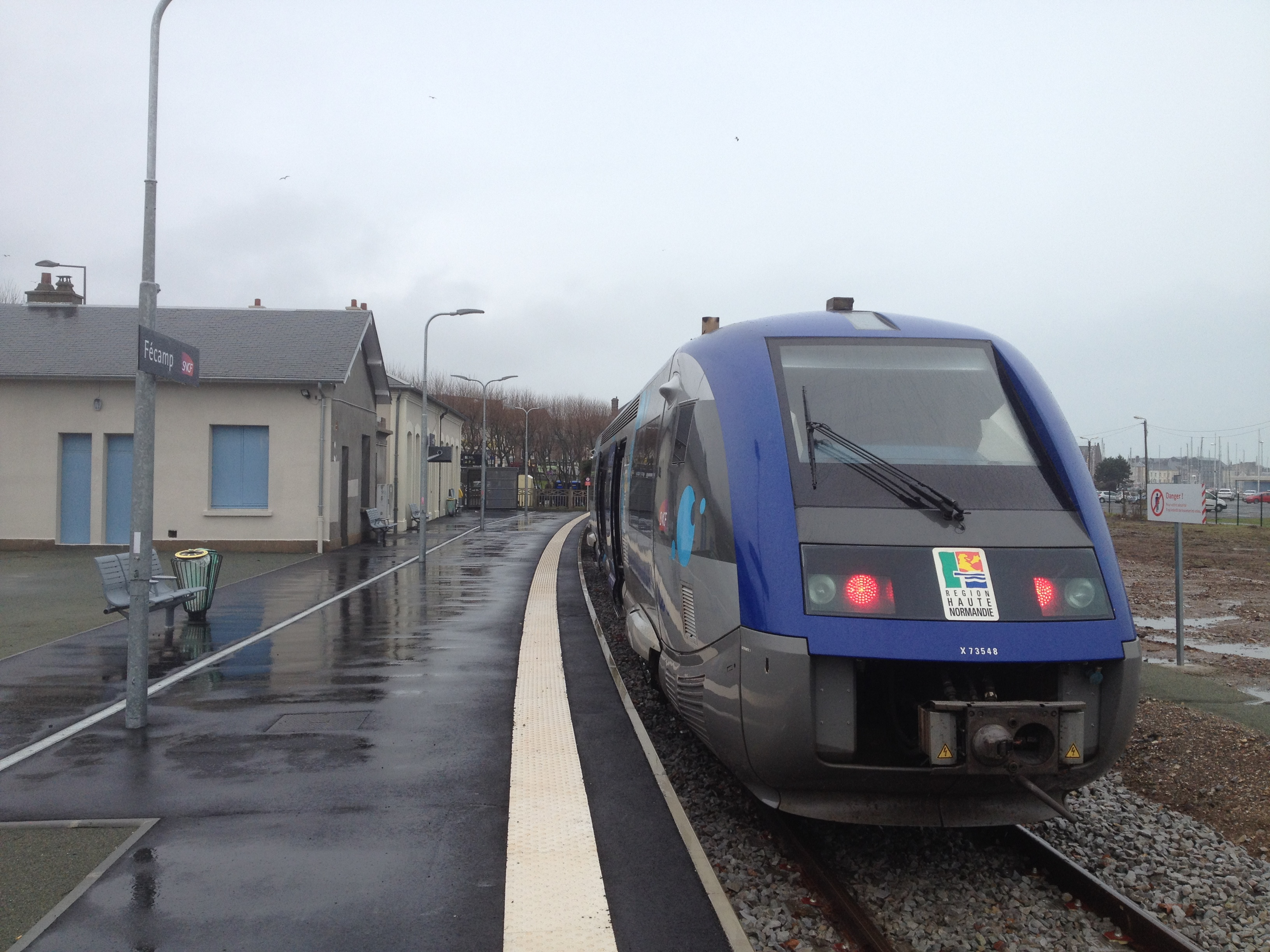
费康火车站内停靠的一辆区域列车

费康是布雷欧泰-伯兹维尔—费康铁路和迪耶普—费康铁路的终点。费康站位于市区中部，该站开行前往布雷欧泰-伯兹维尔站的区域列车，部分班次可直通勒阿弗尔。

### 航空
费康距离勒阿弗尔机场的公路里程大约40公里。

### 城市公共交通
费康城市公共交通（商业名称为“Ficibus”）是当地的城市公共交通系统。截至2024年8月，该系统共包括5条常规公交线路和3条定制公交线路，路网覆盖了费康市区内的主要街道和居民区。

## 政治

### 市政内阁
费康的现任市长为达维德·鲁塞尔先生（David ROUSSEL），他是共和党的一名成员，自2022年起担任市长职务；其前任为玛丽-阿涅斯·普西耶-温斯贝克女士，她在2020年的市政选举中获得了51.51%的支持率。
| 费康历届市长   | 费康历届市长                                              | 费康历届市长                              |
| 任期           | 市长                                                      | 党派                                      |
| -------------- | --------------------------------------------------------- | ----------------------------------------- |
| 1944年－1959年 | Gustave COUTURIER 古斯塔夫·库蒂里耶                       | CNIP全国独立人士与农民中心                |
| 1959年－1960年 | Jacques WINSBACK 雅克·温斯贝克                            | 不详                                      |
| 1960年－1965年 | Maurice SADORGE 莫里斯·萨多尔日                           | DVD右翼无党派人士                         |
| 1965年－1977年 | Richard PRANZO 理夏尔·普朗佐                              | PRG左派激進黨 →DVG左翼无党派人士          |
| 1977年－1989年 | Jean-Pierre DENEUVE 让-皮埃尔·德纳夫                      | UDF法国民主联盟 →CDS社会民主中心          |
| 1989年－1995年 | Frédérique BREDIN 弗雷德里克·布勒丹                       | PS社会党                                  |
| 1995年－1998年 | Jean-Claude MICHEL 让-克洛德·米歇尔                       | PS社会党                                  |
| 1998年－2014年 | Patrick JEANNE 帕特里克·雅娜                              | PS社会党                                  |
| 2014年－2022年 | Marie-Agnès POUSSIER-WINSBACK 玛丽-阿涅斯·普西耶-温斯贝克 | UMP人民运动联盟 →LR共和黨 →Horizons地平线 |
| 2022年－       | David ROUSSEL 达维德·鲁塞尔                               | LR共和黨                                  |

### 各级选举
| 费康历届投票选举结果 | 费康历届投票选举结果 | 费康历届投票选举结果 | 费康历届投票选举结果 | 费康历届投票选举结果        | 费康历届投票选举结果 | 费康历届投票选举结果 | 费康历届投票选举结果        | 费康历届投票选举结果 | 费康历届投票选举结果 |
| 选举项目             | 选举范围             | 选区单位             | 选区单位内的选举结果 | 选区单位内的选举结果        | 选区单位内的选举结果 | 选区单位内的选举结果 | 选区单位内的选举结果        | 选区单位内的选举结果 | 参考资料             |
| 选举项目             | 选举范围             | 选区单位             | 第一轮胜出者         | 第一轮胜出者                | 支持率               | 第二轮胜出者         | 第二轮胜出者                | 支持率               | 参考资料             |
| -------------------- | -------------------- | -------------------- | -------------------- | --------------------------- | -------------------- | -------------------- | --------------------------- | -------------------- | -------------------- |
| 2017年法國總統選舉   | 法國                 | 市镇                 |                      | 玛丽娜·勒庞                 | 27.26%               |                      | 埃马纽埃尔·马克龙           | 56.71%               | [ 32 ]               |
| 2017年法国立法选举   | 滨海塞纳省第九选区   | 市镇                 |                      | 斯泰法妮·凯尔巴尔           | 26.34%               |                      | 斯泰法妮·凯尔巴尔           | 66.43%               | [ 32 ]               |
| 2019年欧洲议会选举   | 法國                 | 市镇                 |                      | 若尔丹·巴尔代拉             | 32.14%               | （不适用）           | （不适用）                  | （不适用）           | [ 34 ]               |
| 2021年法国省级选举   | 滨海塞纳省           | 县                   |                      | 阿兰·巴齐耶 多米妮克·泰西耶 | 42.72%               |                      | 阿兰·巴齐耶 多米妮克·泰西耶 | 56.82%               | [ 35 ] [ 36 ]        |
| 2021年法国省级选举   | 滨海塞纳省           | 市镇                 |                      | 阿兰·巴齐耶 多米妮克·泰西耶 | 38.33%               |                      | 阿兰·巴齐耶 多米妮克·泰西耶 | 50.76%               | [ 35 ] [ 36 ]        |
| 2021年法国大区选举   |                      | 市镇                 |                      | 埃尔韦·莫兰                 | 32.36%               |                      | 埃尔韦·莫兰                 | 40.11%               | [ 37 ]               |
| 2022年法国总统选举   | 法國                 | 市镇                 |                      | 玛丽娜·勒庞                 | 30.9%                |                      | 埃马纽埃尔·马克龙           | 50.22%               | [ 32 ]               |
| 2022年法国立法选举   | 滨海塞纳省第九选区   | 市镇                 |                      | 玛丽-阿涅斯·普西耶-温斯贝克 | 30.61%               |                      | 玛丽-阿涅斯·普西耶-温斯贝克 | 54.23%               | [ 32 ]               |
| 2024年欧洲议会选举   | 法國                 | 市镇                 |                      | 若尔丹·巴尔代拉             | 39.04%               | （不适用）           | （不适用）                  | （不适用）           | [ 32 ]               |
| 2024年法国立法选举   | 滨海塞纳省第九选区   | 市镇                 |                      | 杜格拉·波蒂耶               | 38.07%               |                      | 玛丽-阿涅斯·普西耶-温斯贝克 | 55.89%               | [ 32 ]               |

## 人口
2021年，费康市镇人口数量为18,016，在法国排名第530位。其中男性8,288人，女性9,766人，75岁及以上人口占11.7%，外籍人口数量为227人，人口密度为1,195人/平方公里，当地居民被称为（男性）或（女性）。2022年，费康境内出生123人，死亡人口312人。
| 费康1901年－2021年人口变化情况 |
|                                |
| 数据来源：Cassini、INSEE       |

## 经济
费康是一个区域性的中心城市。截至2024年8月，费康市镇范围内共有各类用人单位（包含自雇）2,162家，平均历史为18年，其中98.73%为中小型企业（PME），2024年6月至8月间，当地的经济活力指数为0。（塑料制品）、（财会）及（工业设备）是当地2022年营业额最高的三个企业，分别为12,247,338欧元、8,252,079欧元和5,000,238欧元。

## 财政与居民收入
2022年，费康的财政收入总额为30,617,900欧元，财政支出总额为31,208,400欧元，当年的债务总额为25,416,200欧元。2022年，费康市镇通过增值税获得657,760欧元的收入，此外当地还共获得了1,397,620欧元的国家直接财政补助。
| 费康居民收入情况                                 | 费康居民收入情况 | 费康居民收入情况      | 费康居民收入情况 |
| 内容                                             | 费康             | 法国                  | 统计年份         |
| ------------------------------------------------ | ---------------- | --------------------- | ---------------- |
| 征税家庭总数                                     | 8,722            | 1,081（法国市镇平均） | 2022年           |
| 居民平均月收入                                   | 2,026欧元        | 2,435欧元             | 2022年           |
| 高级职员人均月收入                               | 3,630欧元        | 4,331欧元             | 2021年           |
| 中级职员人均月收入                               | 2,418欧元        | 2,470欧元             | 2021年           |
| 普通职员人均月收入                               | 1,659欧元        | 1,801欧元             | 2021年           |
| 贫困率                                           | 20%              | 14.5%                 | 2020年           |
| 青壮年（15至64岁）失业率                         | 19.2%            | 7.4%                  | 2020年           |
| 征税家庭数量占比                                 | 35.2%            | 45.5%                 | 2020年           |
| 家庭年均纳税                                     | 2,491欧元        | 4,393欧元             | 2022年           |
| 资料来源：INSEE、L'Internaute、Le Journal du Net |                  |                       |                  |

## 社会事务

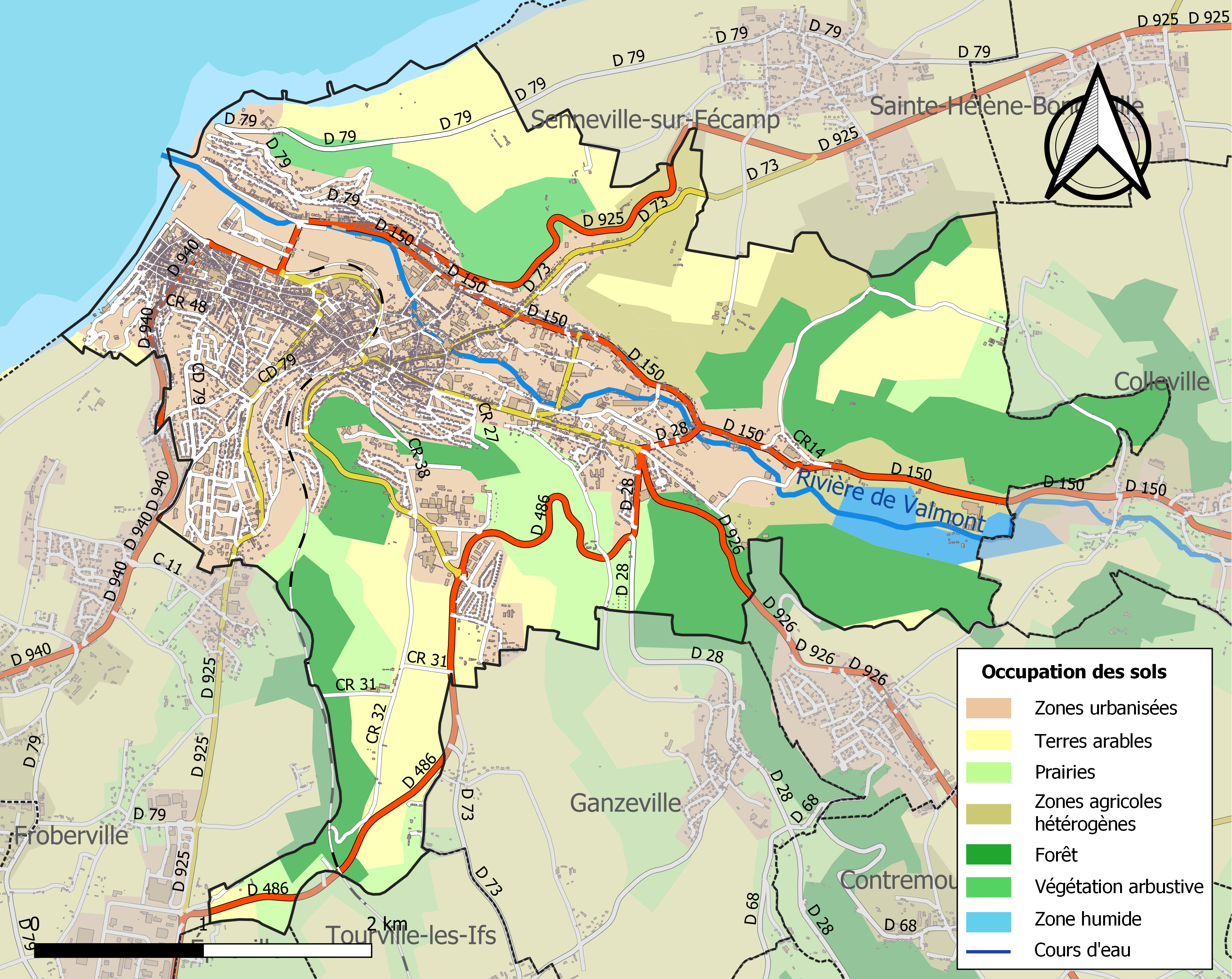
费康土地利用情况地图

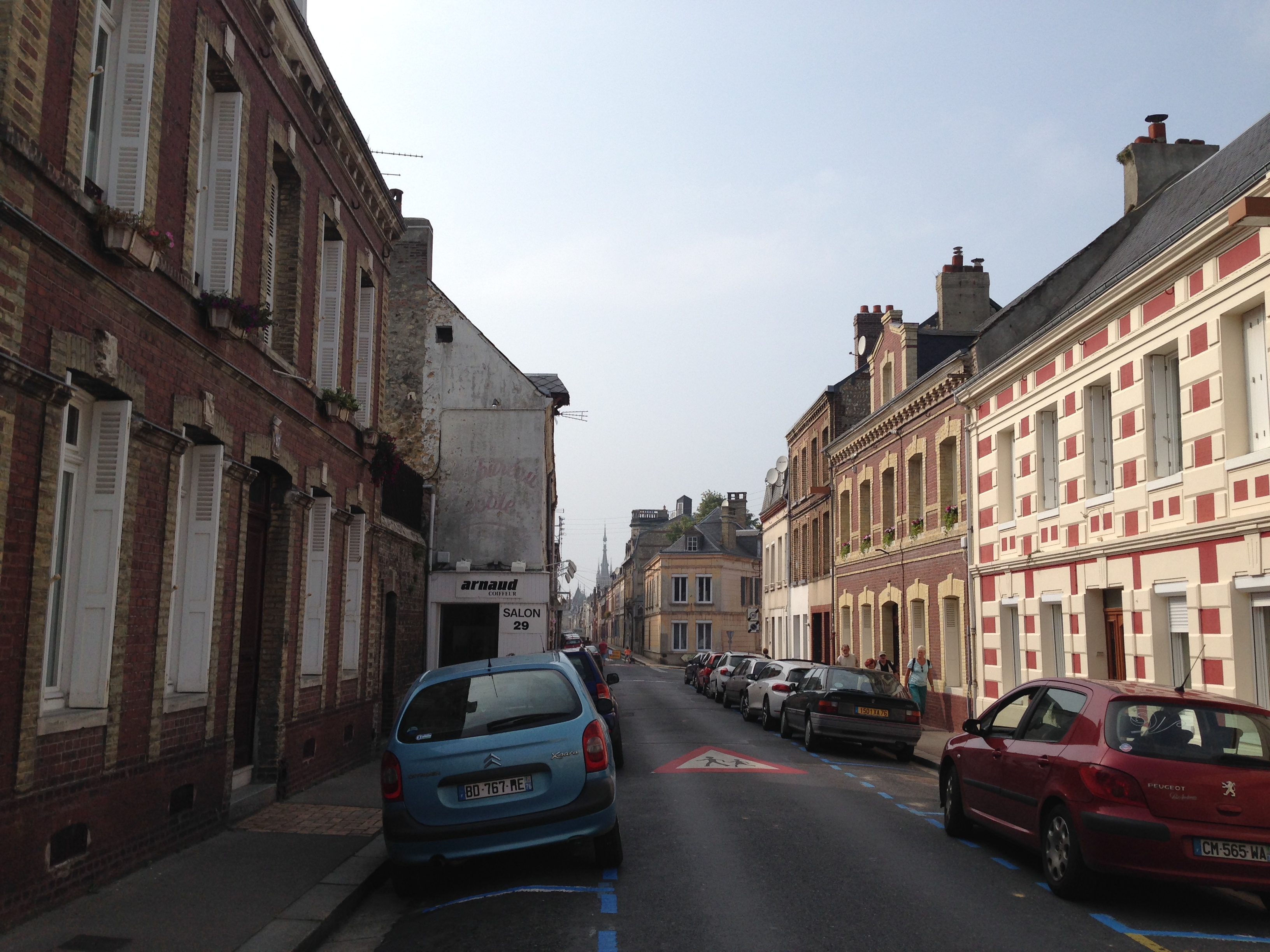
费利克斯·富尔街

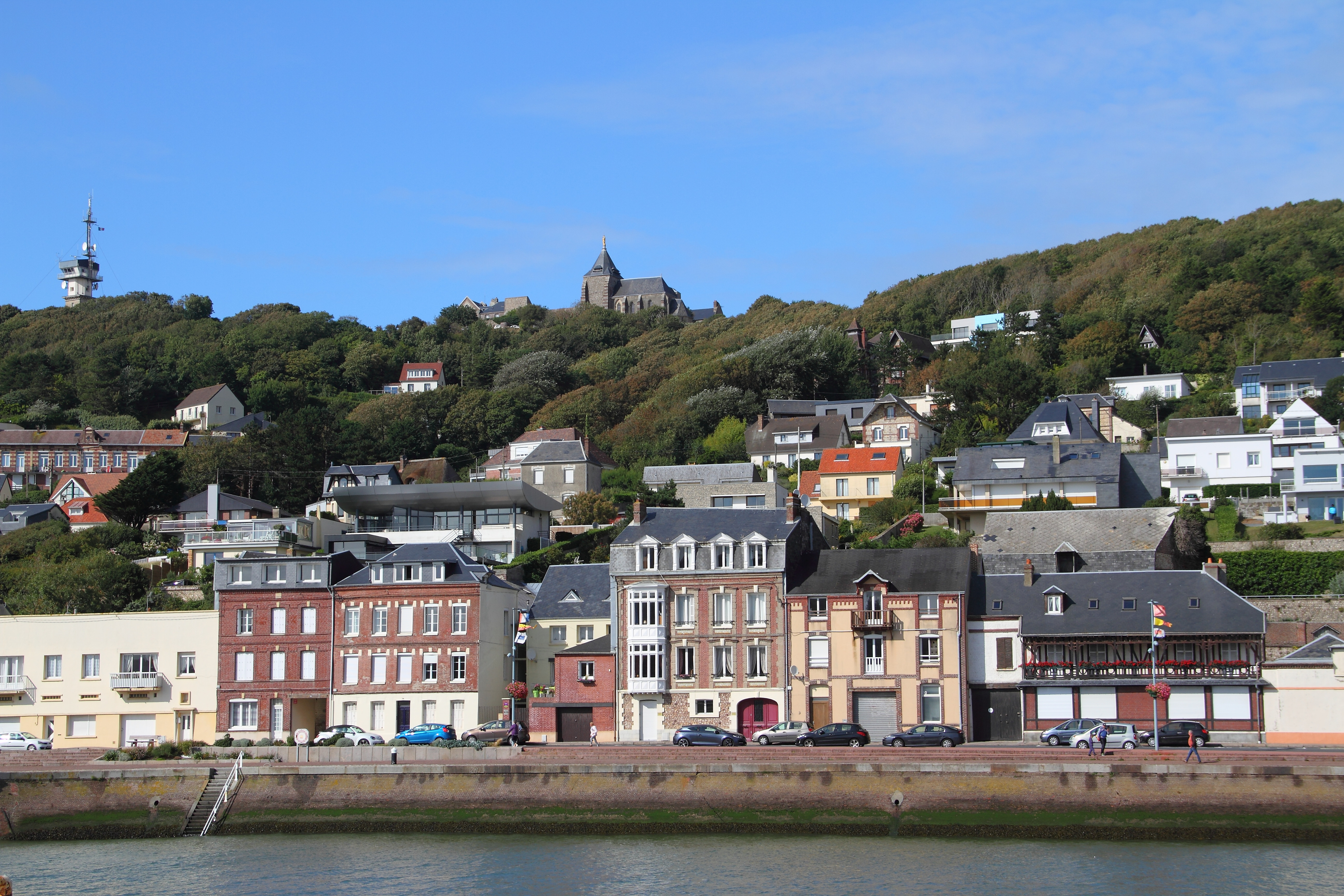
港口附近的民居

### 教育
费康属于诺曼底学区。截至2021年1月1日，费康境内共有4所幼儿园、6所小学、4所初级中学、2所普通高中和2所职业高中。2022至2023学年度，费康境内共有在校中等教育阶段学生3,559名。
在高等教育方面，费康境内有一所卫生学校。

### 医疗
截至2021年1月1日，费康境内共有全科医生15名、保健师15名、牙医6名、护士49名、耳科医生1名、眼科医生2名、助产士7名、儿科医生1名和妇科医生1名。境内共有药房6家、养老院9家、残疾人帮扶中心6家。
费康中心医院，全名为“高悬崖地区市际中心医院”（Centre Hospitalier Intercommunal du Pays des Hautes Falaises），是法国的一个区域性医疗机构，其主病区高悬崖医院（Hôpital des Hautes Falaises）位于费康市区东南部，该院设有床位523个。

### 住房
2020年，费康境内共有各类住房10,749套，其中48.5%为独立式住宅，51.3%为集中式住宅。常住房屋占费康市镇范围内居民建筑总量的85.2%。
在住房保障政策方面，2022年，费康境内共有2,531户家庭获得了住房经济补助，受益人数占总人口数量的14.0%，其中2,500份为房租补助。

### 商业
2021年，费康境内共有各类实体商铺331家，其中餐厅52家、大型超市4家、杂货店3家、面包房16家、肉铺9家、书店6家、银行门店11家、美容美发店30家、汽车维修店13家。费康镇中心建有一家家乐福、E.Leclerc、Intermarché、Aldi、Coccinelles等超市。

### 体育
2021年，费康境内共有1家游泳池、7间体育馆、1座综合体育场、10处网球场、1处马术场、3处足球或橄榄球场以及2处篮球或排球场。
截至2024年8月，费康境内共有两家注册足球俱乐部。费康足球体育会（编号500252）是当地的代表性足球队，成立于1903年，其主队2024至2025赛季参加诺曼底大区足球联赛乙组（法国第七级别），其主场为勒内·加扬球场（Stade René Gayant）。

### 环境
费康的环境事务由其所属的费康城市圈公共社区联合各级政府协调负责。2021年，费康境内暂无污染企业。

### 治安
2021年，费康市镇范围内共有1处派出所和1处宪兵队。
费康警区（zone police de Fecamp）的管辖范围共包括4个市镇。2020年，该警区累计记录各类案件1,059起，其中盗窃类案件400起，经济类案件189起，毒品交易类案件98起。

## 文化
2021年，费康境内共有1家剧场、1家电影院、1家博物馆和1家音乐厅。费康境内建有三家市政图书馆（Bibliothèque municipale）和一家儿童馆（Ludothèque）。

### 建筑
费康境内有多处历史建筑，其中费康修道院、圣母小教堂、费康城堡旧址等为法国国家文物保护单位。

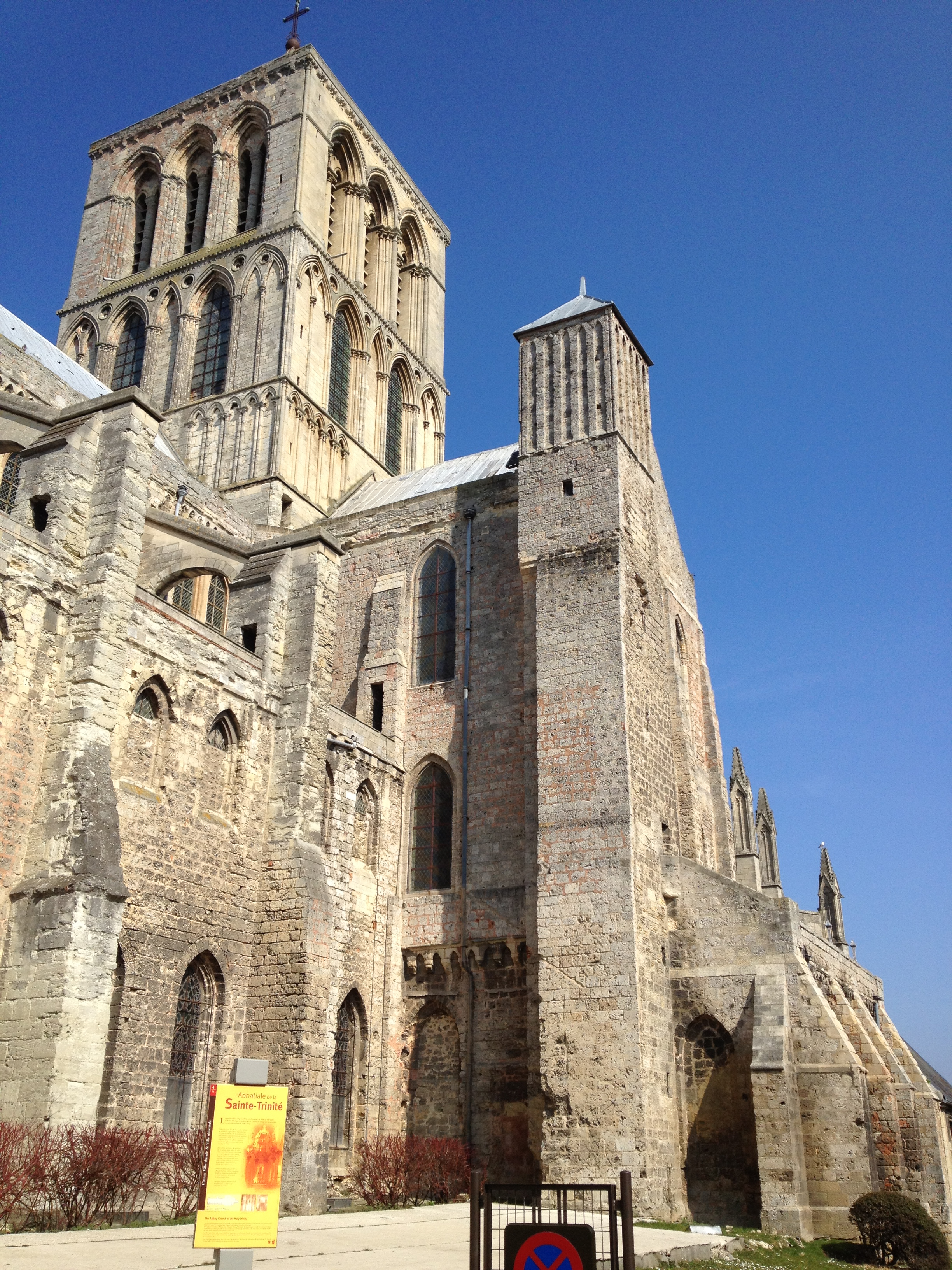
修道院塔楼
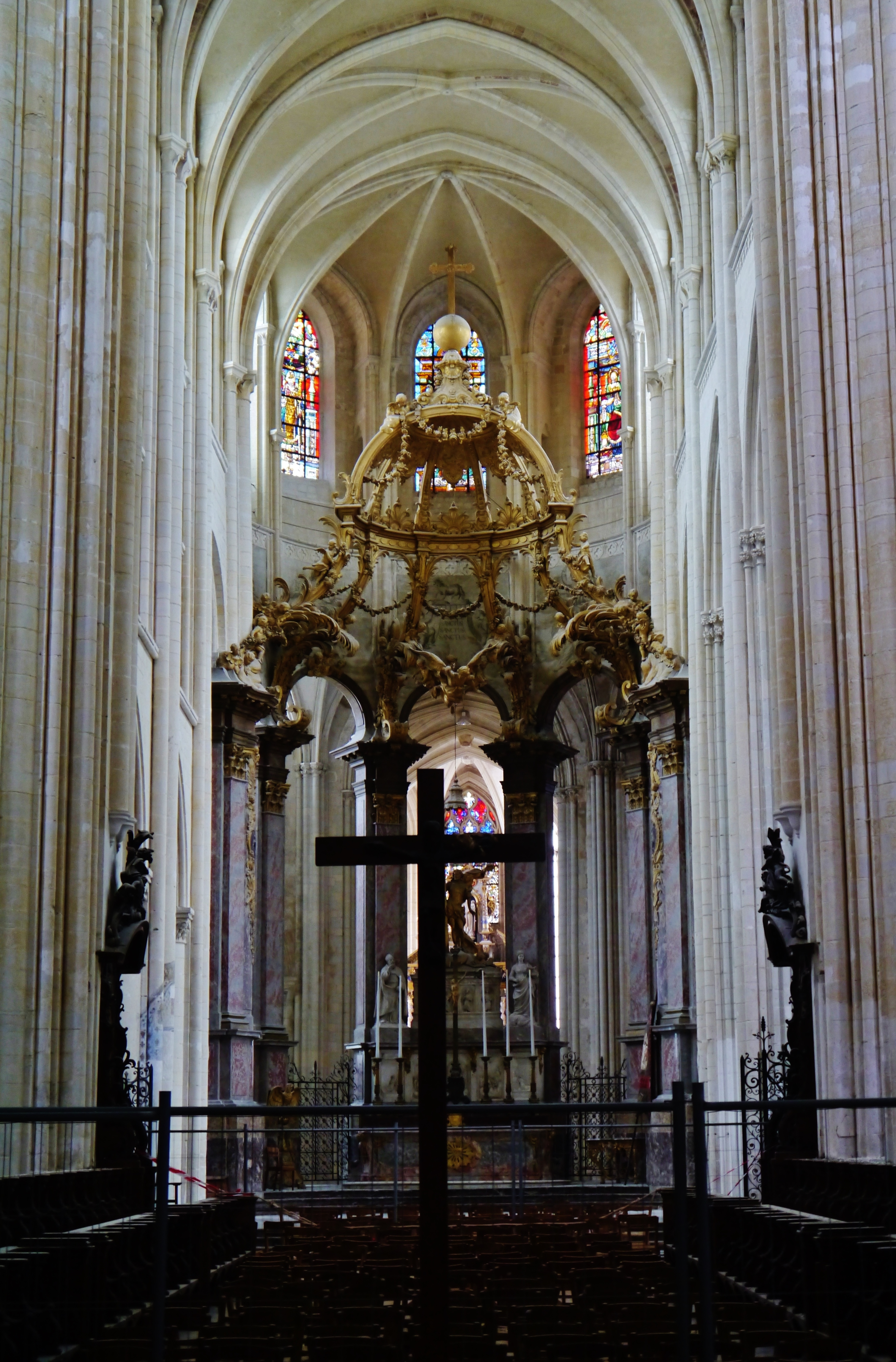
修道院正厅
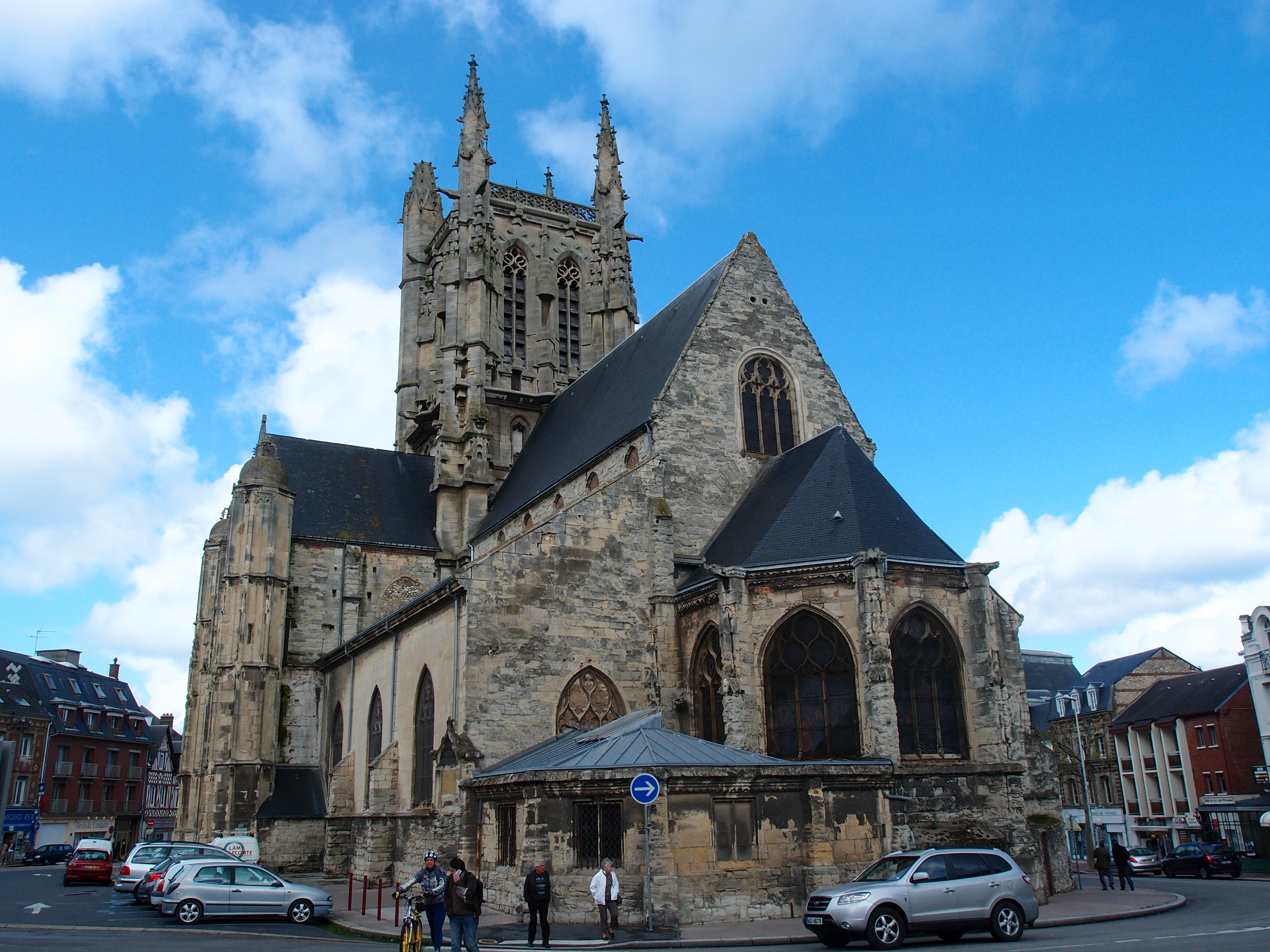
圣艾蒂安教堂（法语：Église Saint-Étienne de Fécamp）
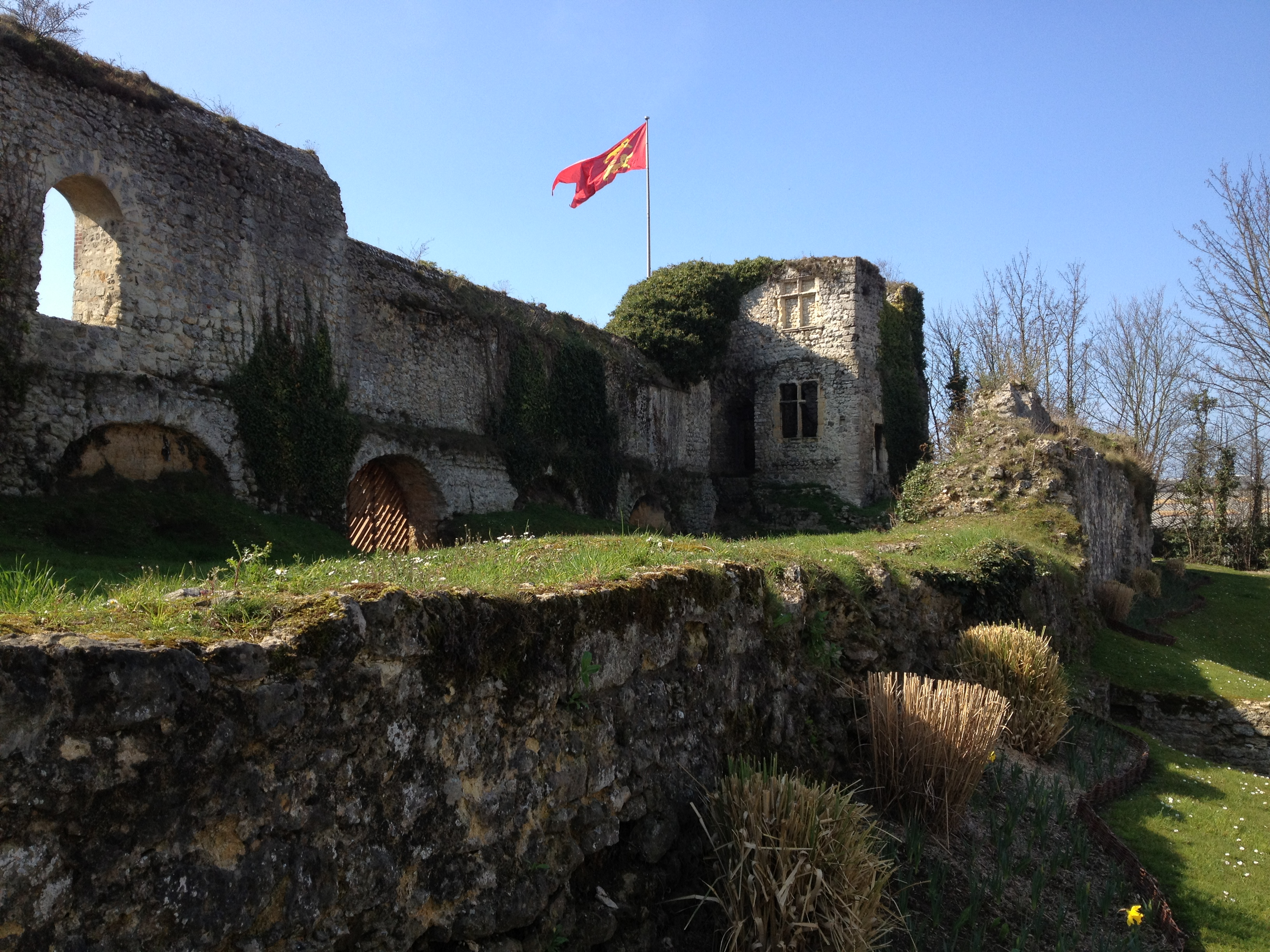
城堡遗址
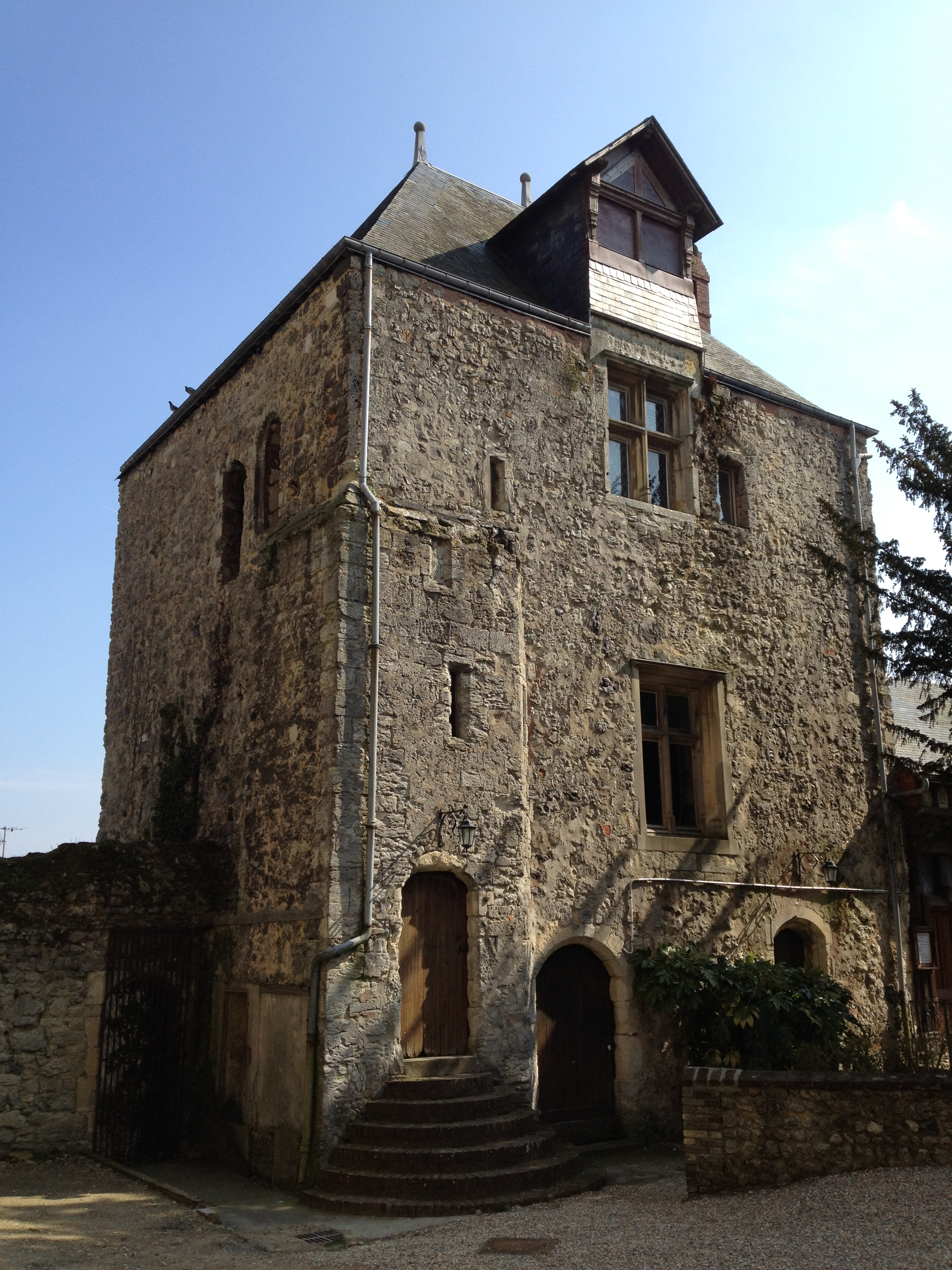
迈特里斯塔
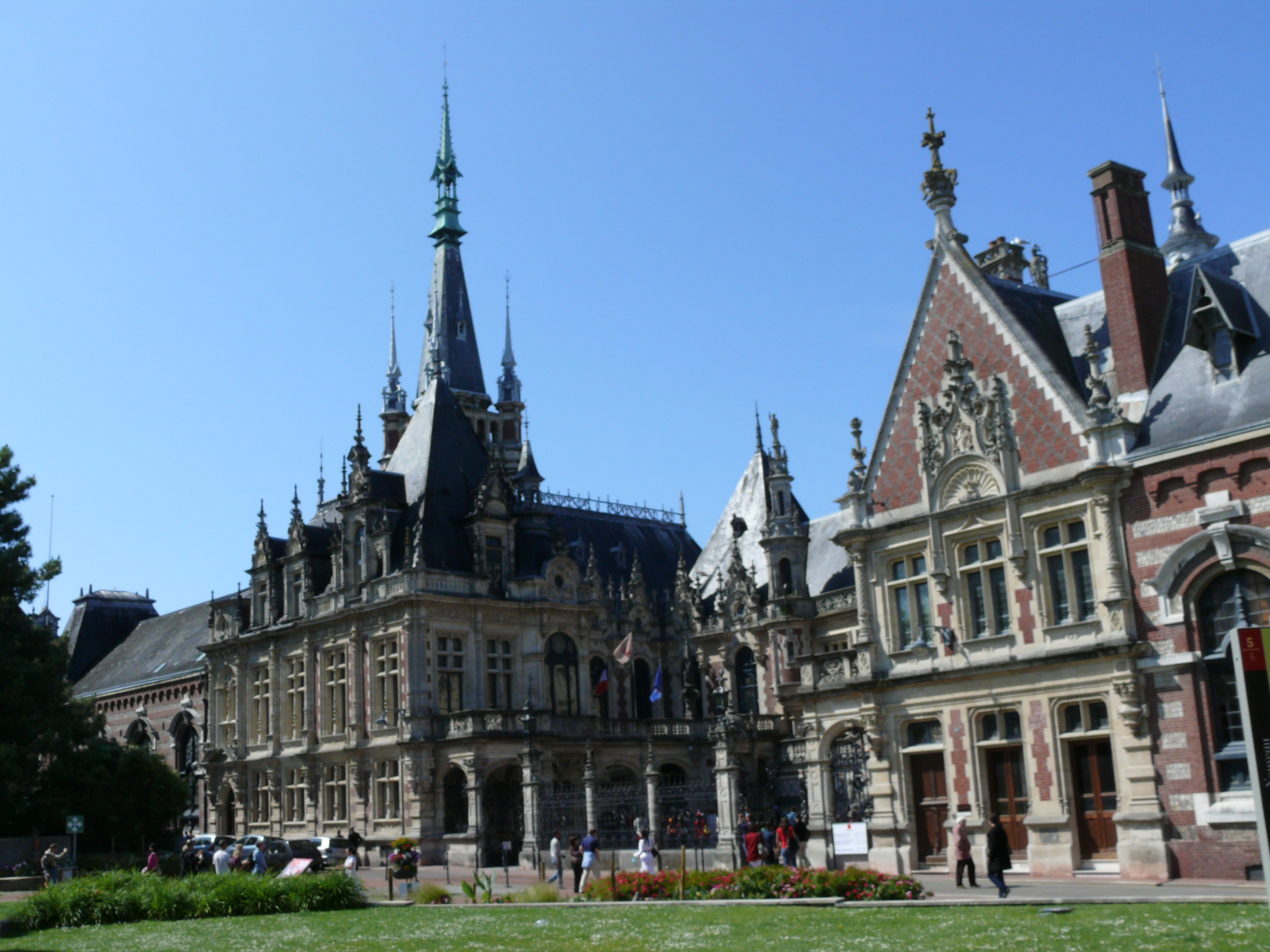
本笃会宫（法语：Palais Bénédictine）
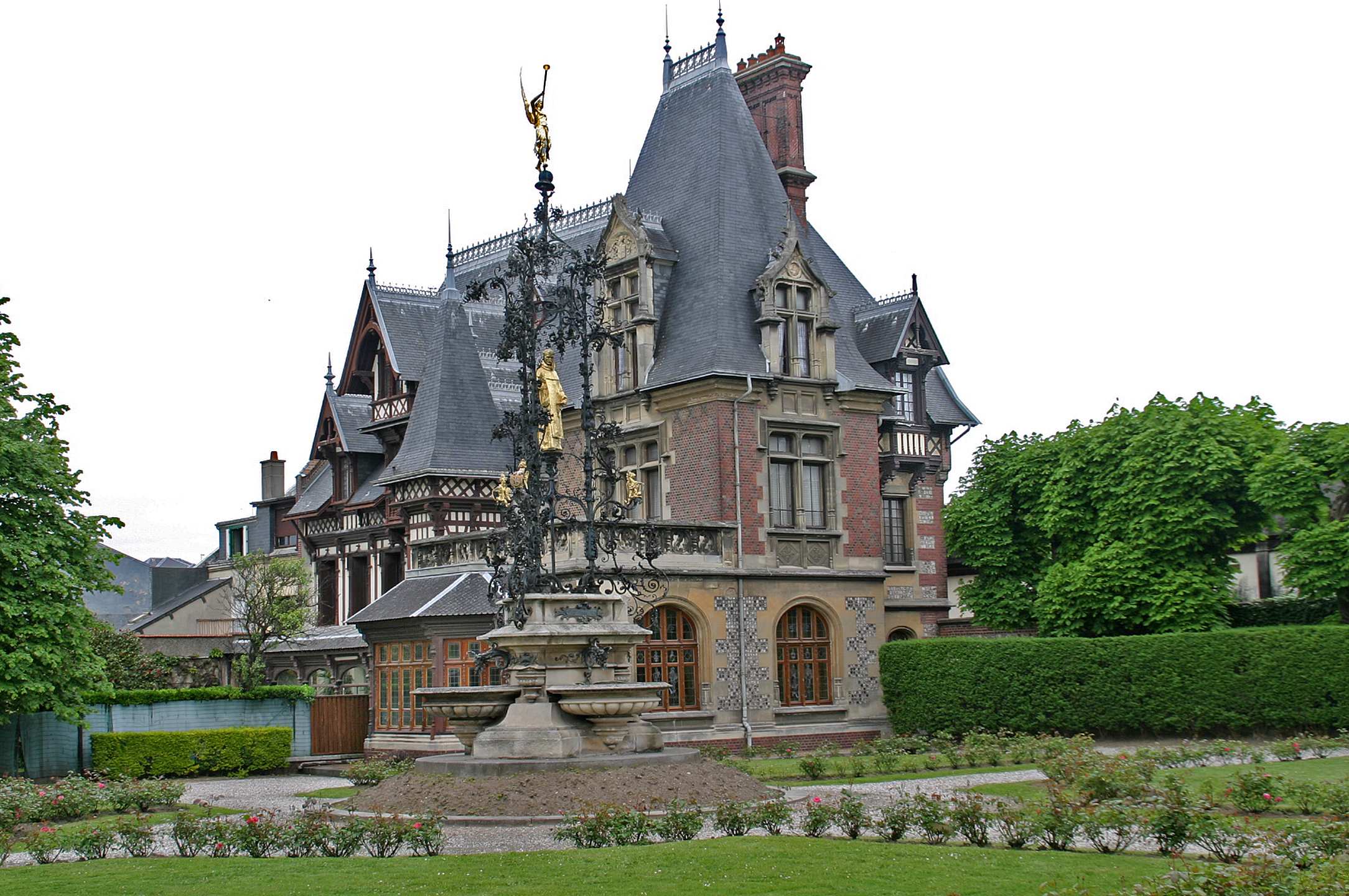
本笃会庄园
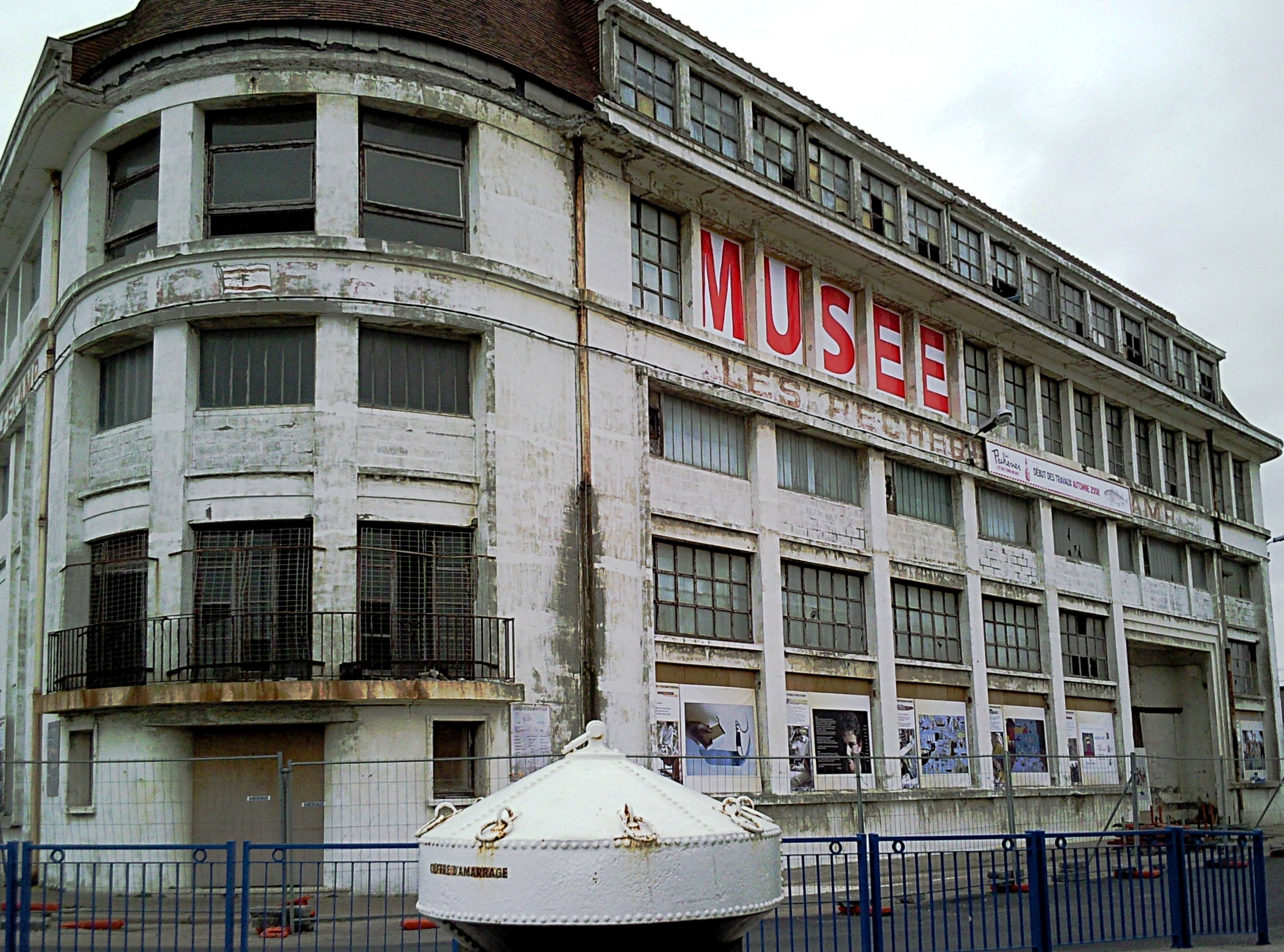
费康博物馆（法语：Musée des Pêcheries）

### 旅游
费康的旅游事务由其所属的费康城市圈公共社区联合各级政府协调负责。2023年，费康境内共有9家酒店共计244间房间；另有1个露营地，可容纳共161辆露营车。

### 媒体
法国主要的媒体均可在费康接收，法国电视三台下属的诺曼底大区频道在部分时段播出费康所在滨海塞纳省的地方新闻。《巴黎-诺曼底报》、《科地区邮报》、蓝色法兰西鲁昂诺曼底广播等是当地主要的地方性媒体。

## 相关人物
诺曼底公爵理查一世以及法国作家让·洛兰、植物学家亨利·斯特莱、演员艾蒂安·希科出生于费康。

## 友好城市
截至2024年8月，费康共与四座城市建立了友好城市关系：
- 德国 莱茵费尔登
- 比利时 穆斯克龙
- 格拉摩根谷
- 羅馬尼亞 欣卡鄉